# Youhao
Youhao är ett stadsdistrikt i Yichun i Heilongjiang-provinsen i nordöstra Kina.